# Kommunizierende Röhren

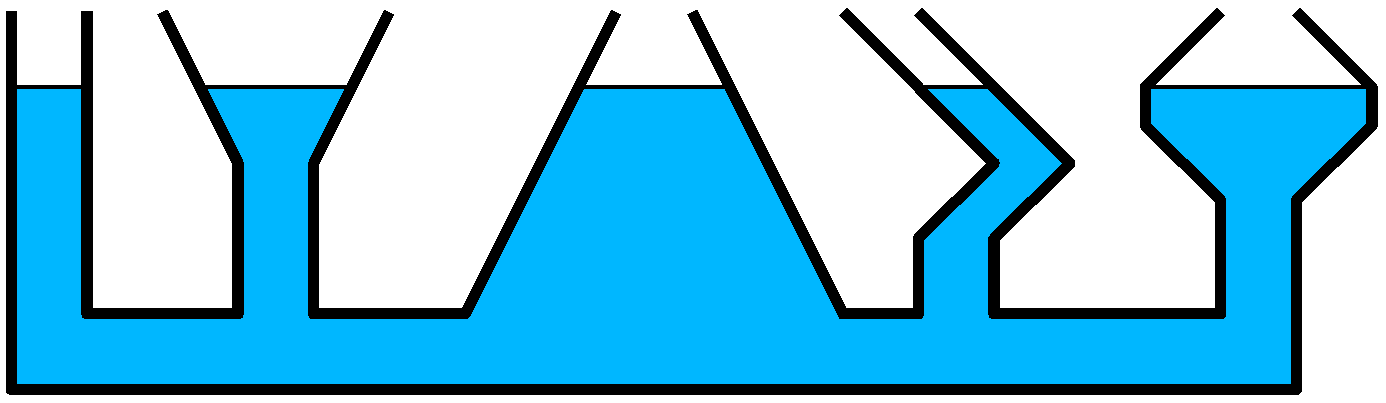
Hydrostatisches Paradoxon: Der Wasserstand in kommunizierenden Röhren ist gleich hoch, unabhängig von ihrer Form und ihrem Verlauf.

Heberleitung zum Ausgleich der Wasserspiegel zweier Behälter oder Gerinne in beide Richtungen (hier in der Grafik Wasserfluss von links nach rechts)

Animation zur Befüllung kommunizierender Röhren

Als kommunizierende Röhren oder kommunizierende Gefäße bezeichnet man oben offene, aber unten miteinander verbundene Gefäße. Eine homogene Flüssigkeit steht in ihnen gleich hoch, weil Schwerkraft und Luftdruck in allen Gefäßen gleich sind.
Die Verbindung zwischen den Röhren kann sogar oberhalb des gemeinsamen Flüssigkeitsspiegels liegen, solange die Verbindungsleitung vollständig mit Flüssigkeit gefüllt ist und ihre Anschlüsse an die Gefäße unterhalb deren Flüssigkeitsspiegel mündet. Dieses Prinzip wird bei der Heberleitung und auch beim Hotoppschen Heber zur Entleerung von Schleusenkammern angewandt. Beim Hotoppschen Heber wird die Füllung des „Verbindungsrohres“ bzw. des Ablaufrohres durch Unterdruck, der durch einen kleinen hydraulischen Kolben erzeugt wird, herbeigeführt; wodurch das Saugheberprinzip anspringt.

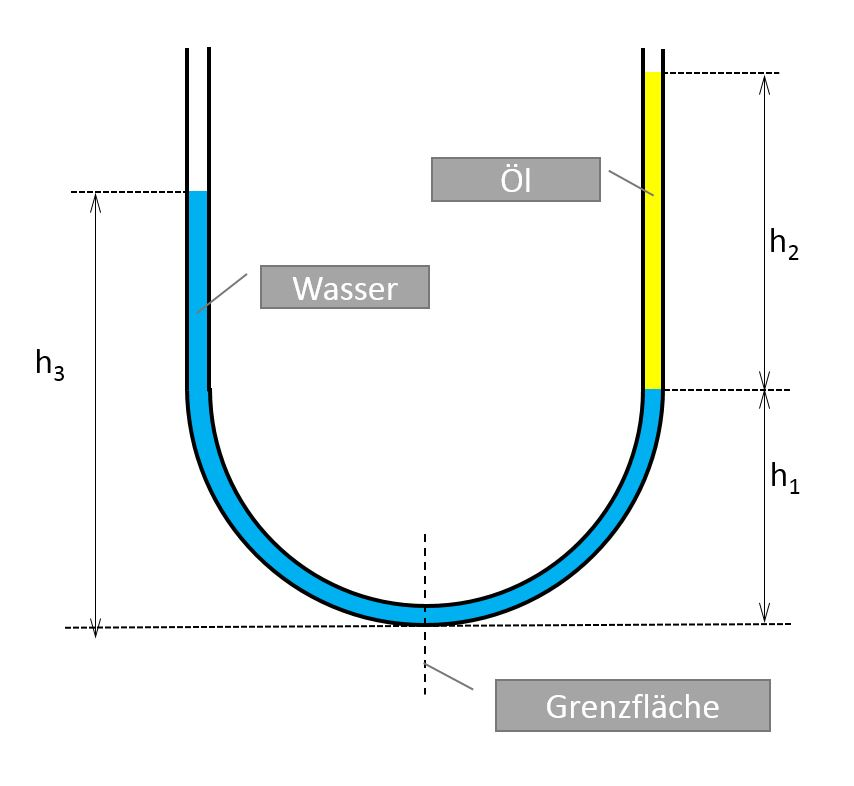
Eine leichte Flüssigkeit steigt höher.

Wenn jede Röhre vollständig mit einer unterschiedlichen Flüssigkeiten befüllt ist, verhalten sich die Höhen der im Gleichgewicht stehenden Flüssigkeitssäulen umgekehrt proportional zum spezifischem Gewicht. (Sofern sich -wie in der Abbildung unten- in einer einzelnen Röhre zwei verschiedene Flüssigkeiten befinden, trifft dieser Zusammenhang unmittelbar nur zu, wenn die Kontaktfläche zwischen den beiden Flüssigkeiten als Referenzhöhe angenommen wird.) Leichtere Flüssigkeiten steigen also höher. 

Schematische Darstellung eines Dükers

## Anwendungen und Vorkommen
Das Prinzip der kommunizierenden Gefäße wird für Nivelliergeräte zur Ermittlung der Horizontale genutzt, etwa bei der Schlauchwaage und der Kanalwaage, mit der man Höhenunterschiede auf Bruchteile von Millimetern genau messen kann.
Beim Heber, einer Form der Saugpumpe, wird der Flüssigkeitstransfer erst beim Gleichstand der beiden Flüssigkeitsspiegel gestoppt. Siphons und Düker sind hinunter- und wieder hinaufführende Wasserleitungen, mit denen sich eine Senke überbrücken lässt. Wassertürme nutzen ebenfalls das Prinzip der kommunizierenden Röhren, um in Wasserleitungen konstanten Druck herzustellen.
Mit einem Düker können Flüssigkeiten (meist Wasser) unter Hindernissen hindurchgeleitet oder durch ein zwischen Bergen liegendes Tal geführt werden, ohne ein Aquädukt zu errichten. Die Römer nutzten das Prinzip bei innerstädtischen Druckleitungen.
Werden nebeneinander aufgestellte Behälter wie Regenwassertanks durch kommunizierende Röhren miteinander verbunden, so stellt sich dadurch in allen Behältern der gleiche Füllstand ein, auch wenn nur ein einzelner Behälter einen Zu- oder Ablauf hat. So kann ein großer Behälter durch eine Batterie von kleineren Gefäßen ersetzt werden.
Als Füllstandanzeige eines verschlossenen undurchsichtigen Behälters dienen ein nahe dem Boden angeschlossenes Glasrohr (Schauglas) oder ein transparenter Schlauch, die von dort nach oben geführt werden und dessen Flüssigkeitsspiegel anzeigen.
Bei der Röhrenzentrifuge wird das unterschiedlich hohe Aufsteigen verschieden dichter Flüssigkeiten zur Trennung von Flüssigkeitsgemischen genutzt (Flüssig-Flüssig-Trennung).
Bei einem Hochwasser kann eine Mauer oder ein Damm das Wasser nur aufhalten, wenn das Fundament so beschaffen ist, dass keine Wasserführung im Boden stattfindet. Sonst würde sich auf beiden Seiten derselbe Wasserpegel einstellen.

Aus einem Artesischen Brunnen strömt das Wasser aufgrund des Drucks der Wassersäule in den wasserführenden Bodenschichten. Der Wasserdruck kann für Wasserspiele und Springbrunnen genutzt werden.

## Niveaufläche und Messgenauigkeit
Der kommunizierende Flüssigkeitsspiegel liegt auf einer Niveau- oder Äquipotentialfläche, entlang welcher das Schwerepotential der Erde konstant ist.
Für genaue Höhenmessungen müssen störende Effekte vermieden werden. Dazu gehören vor allem Schwingungen des Systems, die den Pegelstand an beiden Enden schwanken lassen. Bereits kleine Luftdruckdifferenzen durch den Einfluss von Wind oder Temperaturunterschiede können sich je nach Bauart und Länge der Röhren merklich auswirken. Bei sehr dünnen Rohren oder Schläuchen macht sich der Kapillareffekt bemerkbar.
Wenn all diese Effekte durch kontrollierte Bedingungen genau erfasst oder vermieden werden, können mit Präzisions-Schlauchwaagen Höhenunterschiede über Distanzen von hunderten Metern bis auf eine Abweichung von 0,01 mm genau gemessen werden. Auf diese Art lässt sich z. B. ein Höhennetz auf den beiden Seiten eines Flusses genauer nachvollziehen, als es mit Messungen auf optischer Basis möglich wäre, da es hierbei zur Störung der Lichtbrechung durch die in der Luft enthaltene Feuchtigkeit kommt.